# Drycothaea ochreoscutellaris
Drycothaea ochreoscutellaris là một loài bọ cánh cứng trong họ Cerambycidae.